# Maison du Gouverneur (Saint-Flour)
Pour les articles homonymes, voir maison du Gouverneur.
La maison du Gouverneur est une maison située à Saint-Flour, dans le département du Cantal.

## Historique
Il s'agit d'une résidence datant des XIVe et XVe siècles, dotée d'une cour intérieure carrée. Les deux étages sont agrémentés de balcons en pierre soutenus par des colonnes sculptées, tandis que les fenêtres présentent des meneaux. On attribue la résidence à Jacques Dantil, seigneur de Ligonès, qui fut nommé gouverneur de Saint-Flour en 1593 par Charles IX, ou à Hugues de Rochefort d'Aly, gouverneur de Saint-Flour sous Louis XI.

## Protection
Les façades sur rue et sur cour et les toitures sont inscrites au titre des monuments historiques par arrêté du 27 décembre 1946.